# كاترينا سيدغويك
كاترينا سيدغويك (بالإنجليزية: Katrina Sedgwick)‏ هي منتجة تلفزيونية أسترالية، ولدت في 27 ديسمبر 1967 في سيدني في أستراليا.

## وصلات خارجية
- كاترينا سيدغويك على موقع IMDb (الإنجليزية)